# Raymund Hubl
Raymund Hubl OPraem († 31. Juli 1801) war ein römisch-katholischer Ordenspriester und von 1791 bis 1801 Abt des Stiftes Tepl.

## Leben
Hubl bekleidete die Pfarrstelle von Lititz sowie die Administration des aufgehobenen Klosters Chotěšov, bevor er durch den Konvent des Stiftes Tepl am 19. Jänner 1791 zum Abt gewählt wurde. Mit der Wahl Hubls endete das Interregnum Ambros Schmidt, welcher dem Stift zwei Jahre als Kommendatarabt vorstand. Der Wahl voraus ging ein Erlass Kaiser Leopolds II., mit dem die freie Abtwahl wiederhergestellt wurde. Seine Abtsbenediktion erfolgte am 19. Juni 1791.

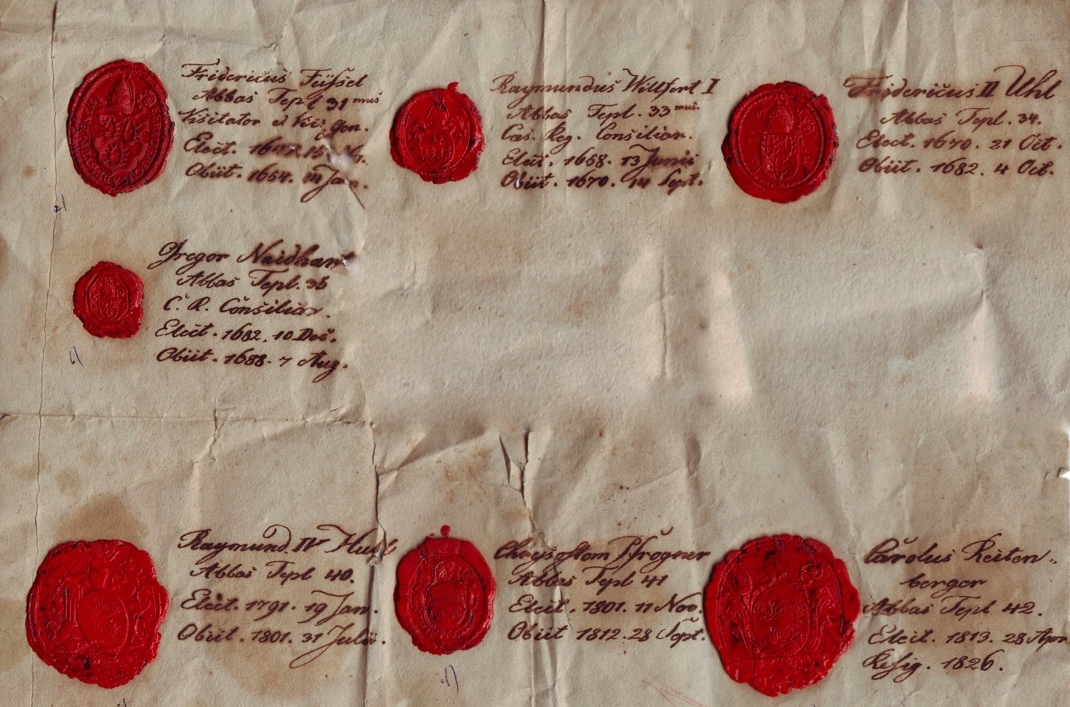
Einige Siegel der Äbte des Stiftes Tepl: 31. Friedrich Füssel, 33. Raimund I. Wilfert, 34. Friedrich II. Uhl, 35. Gregor Naidhart, 40. Raymund IV. Hubl, 41. Chrysostomus Pfrogner, 42. Karl Reitenberger

Hubls Interesse, die klösterliche Ökonomie zu konsolidieren, scheiterte an den hohen Steuerabgaben im Gefolge der Koalitionskriege sowie am Tepler Stadtbrand vom 29. April 1794, in dessen Verlauf 204 Häuser und alle Patronatsgebäude des Stiftes ein Raub der Flammen wurden. Trotz einer Schadensbilanz von 100.000 Gulden vermehrte das Stift unter Hubl den Bestand der Stiftsbibliothek und unterstütze die Tepler Bevölkerung beim Wiederaufbau. Nach Aufhebung und Umwandlung des Klosters Chotěšov im Josephinismus beanspruchte Hubl deren Patronatsrechte erfolglos und ließ die Reliquien des sel. Wojslawa in die Stiftskirche von Tepl überführen. 1796 visitierte Wilhelm Florentin von Salm-Salm als Prager Erzbischof das Stift, der auch 1797 die Tepler Stadtpfarrkirche zum Sitz eines Dechanten erhob.
Um die Bilanzen des Stiftes auszugleichen, verkaufte Hubl am 14. April 1801 das Prager Stiftshaus mit Ausnahme des Mobiliars und intensivierte auch zum Zweck einer Lehranstellung die akademische Ausbildung von Chrysostomus Pfrogner und weiterer Professmönche. Dass seine Mitbrüder dadurch verstärkt mit der intellektuellen Sphäre der Aufklärung in Kontakt kamen, sah Hubl überaus kritisch. Hubls Ansinnen, die theologische Hauslehranstalt zu reaktivieren, scheiterte am niedrigen Personalstand des Stiftes; der Ordensnachwuchs musste weiterhin im josephinischen Generalseminar ausgebildet werden. In Marienbad errichtete Johann Josef Nehr mit Erlaubnis Hubls das erste hölzerne Badehaus des sich entwickelnden Kurortes.
Hubl starb am 31. Juli 1801.